# Ноай, Адриен-Морис де
Адриен-Морис, 3-й герцог де Ноай (фр. Adrien Maurice de Noailles, comte d'Ayen puis (1708) 3e duc de Noailles, marquis de Montclar, comte de La Motte-Tilly et de Nogent-le-Roi, vicomte de Carlux; 29 сентября 1678, Париж — 24 июня 1766, Париж) — французский государственный и военный деятель, 3-й герцог де Ноай, гранд Испании 1-го класса (1711), министр и маршал Франции.

## Биография
Адриен-Морис де Ноай был старшим сыном маршала Анн-Жюля де Ноай.
Участник войны за Испанское наследство, во время которой командовал французским экспедиционным корпусом в Испании. В 1710 году войска де Ноая заняли Жерону, в 1711 году он был испанским королём Филиппом V возведён в звание испанского гранда.
Во время регентства Филиппа II де Бурбон, герцога Орлеанского, занимал пост министра финансов. Для восстановления разорённой казны применял жёсткие меры экономии. Вступив в конфликт с Джоном Ло, в 1718 году де Ноай вынужден был оставить министерство. Удалившись от двора, жил частным лицом.
В 1733 году, с началом войны за Польское наследство, де Ноай вновь возглавляет французские войска — на этот раз на Рейне. Его отряды преодолевают укрепления имперских войск у Эттингена, занимают Вормс. После смерти маршала Джеймса Фитцджеймса под Филипсбургом де Ноайль становится главнокомандующим и маршалом Франции. В 1735 году он, во главе сардинской армии, изгоняет австрийские части из Италии.
Во время войны за Австрийское наследство, 27 июня войска де Ноая потерпели поражение под Деттингеном, после чего маршал слагает с себя командование и переходит с военной службы на государственную: становится членом Государственного совета. Здесь он сосредоточивает в своих руках управление министерством иностранных дел. В 1746 году занимался восстановлением дружественных отношений между Францией и Испанией. В 1755 году уходит в отставку.
Автор мемуаров (Memoires), часть которых вышла в свет в 1777 году в Маастрихте. В 1865 в Париже были напечатаны его Correspondance de Louis XV et du maréchal de Noailles (Par. 1865, в 2-х томах).
Старший сын де Ноая был маршал Франции Луи де Ноай, младший — маршал Филипп де Ноай, герцог де Муши.